# 高橋春男
高橋 春男（たかはし はるお、1947年〈昭和22年〉3月30日 - 2024年〈令和6年〉1月12日）は、日本の漫画家である。

## 人物・来歴
東京都八王子市出身。東京都立八王子工業高等学校卒業。25歳から28歳頃まで三鷹東映で映写技師として働き、『仁義の墓場』や『トラック野郎』などを掛けた。OH!プロダクションでアニメーターとして働き、『ルパン三世』（TV第1シリーズ）などに参加した後、1978年に漫画家デビュー。
『週刊文春』連載の4コマ漫画『いわゆるひとつのチョーさん主義』など、総合誌での連載が主であり、有名人の似顔絵による1コマあるいは数コマのカットと、社会風刺コラムを合わせた作風を確立している。『いわゆるひとつのチョーさん主義』では長嶋茂雄、松井秀喜、谷亮子が特にキャラクターとして登場。
1984年、『いわゆるひとつのチョーさん主義』で第30回文藝春秋漫画賞を受賞。『週刊文春』2010年9月16日号をもって27年に及ぶ『いわゆるひとつのチョーさん主義』の連載を終了。「絵やギャグに自分で満足の行かない回が増えてしまった」ことや「還暦を越えたらゆっくりしたいと以前から思っていた」ことを理由とし、他の連載も全て辞めたことを記している。
漫画家でイラストレーターのかわにしよしと（ドラム）、居酒屋親父（村さ来青物横丁店店主）鬼島勝利（ベース）とバンド「セコハン・ヘッド」を結成。
駄句駄句会（句会）で親交のあった作家の吉川潮は、高橋のことを「落語の『大工調べ』に出てくるような『仕事はできるが口のきき方を知らない与太郎』みたいなキャラクター」と評している。
2024年1月12日、神奈川県相模原市内の病院で死去。76歳没。

## 作品リスト
- いわゆるひとつのチョーさん主義
- 大日本中流小市民（『サンデー毎日』連載）
- ボクの細道（『週刊現代』連載）
- 絶対安全Dランキング（『噂の眞相』連載、同誌の休刊後は月刊『WiLL』で連載）
- 人間万事塞翁が馬鹿（『オール讀物』連載）
- このバカを見よ!
- 笑う偉人伝
- 誰がカバやねん
- Black & White（『ビッグコミックスピリッツ』連載）
- Dr.ハルオの往診ツクツク（『週刊漫画TIMES』連載）
- ひょうきんチャンネル（『漫画サンデー』連載）
- ミスとらぶる（『リイドコミック』連載）
- GoGo虎ェ門（『週刊ポスト』連載）
- あっちむいてほい